# Bolxaia Irbà
Bolxaia Irbà (en rus: Большая Ирба) és un poble (un possiólok) del krai de Krasnoiarsk, a Rússia, que el 2017 tenia 4.179 habitants. Pertany al districte de Kuràguino.